# Ilhas Florida
Ilhas Florida (ou Ilhas Ngella) são um pequeno grupo de ilhas localizadas na província central das Ilhas Salomão, no oeste do Oceano Pacífico. Entre as ilhas mais importantes do grupo estão Nggela Sule (também chamada de Ilha Florida), Tulagi, Gavutu e Tanambog. 
As Floridas ficam localizadas ao norte da Ilha de Guadalcanal, local da Batalha de Guadalcanal na II Guerra Mundial. Nggela Sule por sua vez, também serviu como local de instalação de uma guarnição japonesa em abril de 1942, como apoio e proteção para a construção de uma base para hidroaviões na vizinha Gavutu.
Em 7 de agosto daquele ano, os norte-americanos desembarcaram em Ngella para fazer a cobertura de seu ataque à ilha de Tulagi, logo ao sul, local de grande concentração de tropas navais japonesas.
As Florida nunca ficaram famosas na história como Guadalcanal, apesar de terem servido como importante base de operações dos Estados Unidos, após sua captura aos japoneses, durante toda a guerra.
Após a ocupação americana, as ilhas viraram uma base anfíbia e fonte de água doce para os homens da marinha, devido a um fonte subterrânea descoberta no local.